# Xã Cedar, Quận Muscatine, Iowa
Xã Cedar (tiếng Anh: Cedar Township) là một xã thuộc quận Muscatine, tiểu bang Iowa, Hoa Kỳ. Năm 2010, dân số của xã này là 250 người.